# 何美延
何美延（1998年7月13日—），中國華語流行歌手。出生於广东广州，所属經紀公司為刺猬兄弟。2016年超级女声全国11强。

## 演艺经历
2014年，参加天河中学的校园歌手大赛，并获得一等奖。
2016年，参加芒果TV举办的《2016超级女声》，获得长沙唱区冠军。全国总决赛环节，她的演唱获得李克勤、乔振宇的青睐。最终成为全国11强。随后，加入超级女团，成为说唱担当。
2017年，作为嘉宾参加角斗篮球高校争霸赛北京赛区预算赛，为其献唱，并用说唱口播配合互动选手限时拍球。
2018年，参加爱奇艺节目《中国新说唱》第一季。随后在2019年，参加《中国新说唱》第二季。
2020年，参加爱奇艺《青春有你2》。

## 个人生活
2021年11月11日，说唱歌手Tsong梁老师发微博称已与其结婚，并育有双胞胎。

## 音乐作品

### 个人单曲
| 年份   | 名稱                   | 作词作曲                     | 附註                   |
| ------ | ---------------------- | ---------------------------- | ---------------------- |
| 2016年 | 《想唱就唱之狂梦霓虹》 | 叶晓                         | 超级女声20强演唱       |
| 2016年 | 《有一种颜色叫超女红》 |                              | 超级女声21强           |
| 2016年 | 《不知道小姐》         |                              | 个人单曲               |
| 2016年 | 《Show Me Your Love》  |                              | 个人单曲               |
| 2016年 | 《女团守则》           |                              | 超级女团首张EP主打单曲 |
| 2019年 | 《唐老鸭》             | 何美延作曲，与狄迪合作作词， | [ 12 ]                 |
| 2019年 | 《扑通扑通》           | 何美延                       | [ 13 ]                 |

### 青春有你2时期
| 发行时间 | 歌曲名称（歌曲说明）                                    | 原唱者          |
| 2020     | 《讨厌》（初评舞台，纯享版播出）                        | 芮恩            |
| 2020     | 《24个比利》（爱奇艺《青春有你2》学员考核位置测评歌曲） | 潘玮柏          |
| 2020     | 《Yes! Ok!》（爱奇艺《青春有你2》主题曲）               | 青春有你2训练生 |

## 影視作品

### 綜藝節目
| 日期              | 頻道   | 節目名稱           | 備註                                 |
| 2016年            | 芒果TV | 《2016年超级女声》 | 參賽者（长沙唱区冠军、总决赛第11名） |
| 2019年            | 爱奇艺 | 《中国新说唱2019》 | 參賽者                               |
| 2020年3月12日－今 | 爱奇艺 | 《青春有你第二季》 | 參賽者                               |

## 外部連結
- 何美延的新浪微博